# Incognito (film, 2009)
 (avril 2017).
Si vous disposez d'ouvrages ou d'articles de référence ou si vous connaissez des sites web de qualité traitant du thème abordé ici, merci de compléter l'article en donnant les références utiles à sa vérifiabilité et en les liant à la section « Notes et références ».
Pour les articles homonymes, voir Incognito.
Pour plus de détails, voir Fiche technique et Distribution.
Incognito est un  film français d'Éric Lavaine, coécrit avec Héctor Cabello Reyes et Bénabar, et sorti en 2009.

## Synopsis
Luka, chanteur-guitariste du groupe de rock underground Orly Sud pendant les années 1990, devient dix ans plus tard le roi de la nouvelle scène pop-rock française en s'appropriant les chansons d'un carnet bleu tombé d'une housse de basse alors qu'il cherchait des photos de son ancien groupe. Il pense que ce sont les chansons de son ami Thomas, ex-bassiste d'Orly Sud disparu depuis plusieurs années. Or, un jour, Thomas réapparaît... Commencent alors chez Luka trois jours de calvaire durant lesquels il doit lui cacher son immense célébrité. Il décide alors de faire croire à Thomas qu'il est toujours contrôleur à la RATP et que sa maison de luxe et sa Mercedes-Benz appartiennent à son pique-assiette gaffeur de pote et colocataire Francis, mime raté et comédien de théâtre qui éprouve des difficultés à percer et que Luka fait passer pour un « comédien plein de pognon ».

## Fiche technique
Sauf indication contraire, les informations mentionnées dans cette section peuvent être confirmées par la base de données cinématographiques IMDb,  présente dans la section « Liens externes ».
- Titre : Incognito
- Réalisation : Éric Lavaine
- Scénario : Héctor Cabello Reyes, Éric Lavaine et Bénabar
- Musique : Bénabar, William Geslin, Grégori Baquet, Philippe d'Avilla
- Décors : Patrick Durand
- Costumes : Catherine Bouchard
- Photographie : Stéphane Cami
- Montage : Vincent Zuffranieri
- Production : François Cornuau et Vincent Roget
- Société de production : Same Player, Cinémage 3
- Société de distribution : Pathé Distribution
- Budget : 9 400 000 €
- Pays :  France
- Langue : français
- Durée : 94 minutes
- Sortie : 29 avril 2009

## Distribution
Sauf indication contraire, les informations mentionnées dans cette section peuvent être confirmées par la base de données cinématographiques IMDb,  présente dans la section « Liens externes ».
- Bénabar : Lucas (Luka), chanteur à succès
- Jocelyn Quivrin : Thomas, ami de Lucas
- Franck Dubosc : Francis, ami de Lucas, un comédien raté
- Anne Marivin : Marion, la femme de Lucas
- Isabelle Nanty : Alexandra, la manageuse de Lucas
- Gérard Loussine : Pasquier
- Virginie Hocq : Géraldine, l'élève de Francis
- Pierre Palmade : Lui-même
- Yolande Moreau : Mme Champenard, la mère du batteur
- François Damiens : le chauffeur au rétroviseur cassé
- Stéphan Wojtowicz : le patron du restaurant Gronvieux
- Olivier Rigo : Sébastien « La Glue » Champenard, le batteur
- Manuel Gélin : le patron du bar
- Patrick Pelloux : l'infirmier du SAMU
- Stéphanie Van Vyve : l'aide-soignante
- Michel Denisot : lui-même
- Ariane Massenet : elle-même
- Tania Bruna-Rosso : elle-même
- Jean de Wouters : le petit enfant jouant la conscience de Luka (Bénabar)

## Production

### Lieux de tournage
- Lors du troisième jour de tournage, une scène a été tournée hors diffusion à Canal+, sur le plateau de l'émission française Le Grand Journal avec Michel Denisot, Ariane Massenet, Tania Bruna-Rosso et Laurent Weil dans le contexte d'une émission recevant le chanteur Luka (Bénabar).
- La villa de prestige qui a servi de lieu de tournage se trouve en Belgique, avenue Napoléon no 31 dans la commune d'Uccle dans le sud de la région bruxelloise.
- Le restaurant de Gronvieux se trouve également en Belgique, à Saint-Hubert en Province de Luxembourg, et s'appelle en réalité Au bon vivant.
- La maison de campagne se trouve au Fourneau Saint-Michel.

## Bande originale
- Les Rois du monde - Philippe d'Avilla, Damien Sargue et Grégori Baquet - Roméo et Juliette, de la haine à l'amour

## Autour du film
- C'est la première prestation d'acteur du chanteur Bénabar[1].
- Une scène du film où Lucas s'essaie à différents styles de musiques se présente comme une liste de parodies des courants musicaux contemporains du film. Bénabar en profite pour s'auto-pasticher en tant que représentant de la « nouvelle scène de la chanson à textes  ».
- Jocelyn Quivrin (Thomas) est mort dans un accident de voiture deux jours avant la sortie en DVD du film et le dernier sorti de son vivant.